# 吉姆·斯科特
吉姆·斯科特（英語：Jim Scott，1950年—），新西兰男子草地滚球运动员。他曾代表新西兰参加1982年英联邦运动会草地滚球比赛，联同罗恩·布拉西、摩根·莫法特和丹尼·奥康纳获得男子四人银牌。